# رود ته‌دونگ
رود ته‌دونگ یا رود ده‌دونگ رودخانه ای بزرگ در کره شمالی است. در کوه‌های رنجریم شمال کشور بالا می‌رود. سپس در جنوب غربی به خلیج کره در نامپو جریان می‌یابد. در این میان، از پایتخت کشور کره شمالی، پیونگ یانگ می‌گذرد و در امتداد رودخانه نقاط دیدنی همچون برج جوچ و میدان کیم ایل سونگ وجود دارد.
طول این رودخانه ۴۳۹ کیلومتر و عموماً عمیق است. این پنجمین رودخانه بلند در شبه‌جزیره کره و دومین رودخانه طولانی کره است. با توجه به عمق زیاد آن، به‌طور گسترده‌ای برای حمل و نقل استفاده می‌شود.

## نگارخانه

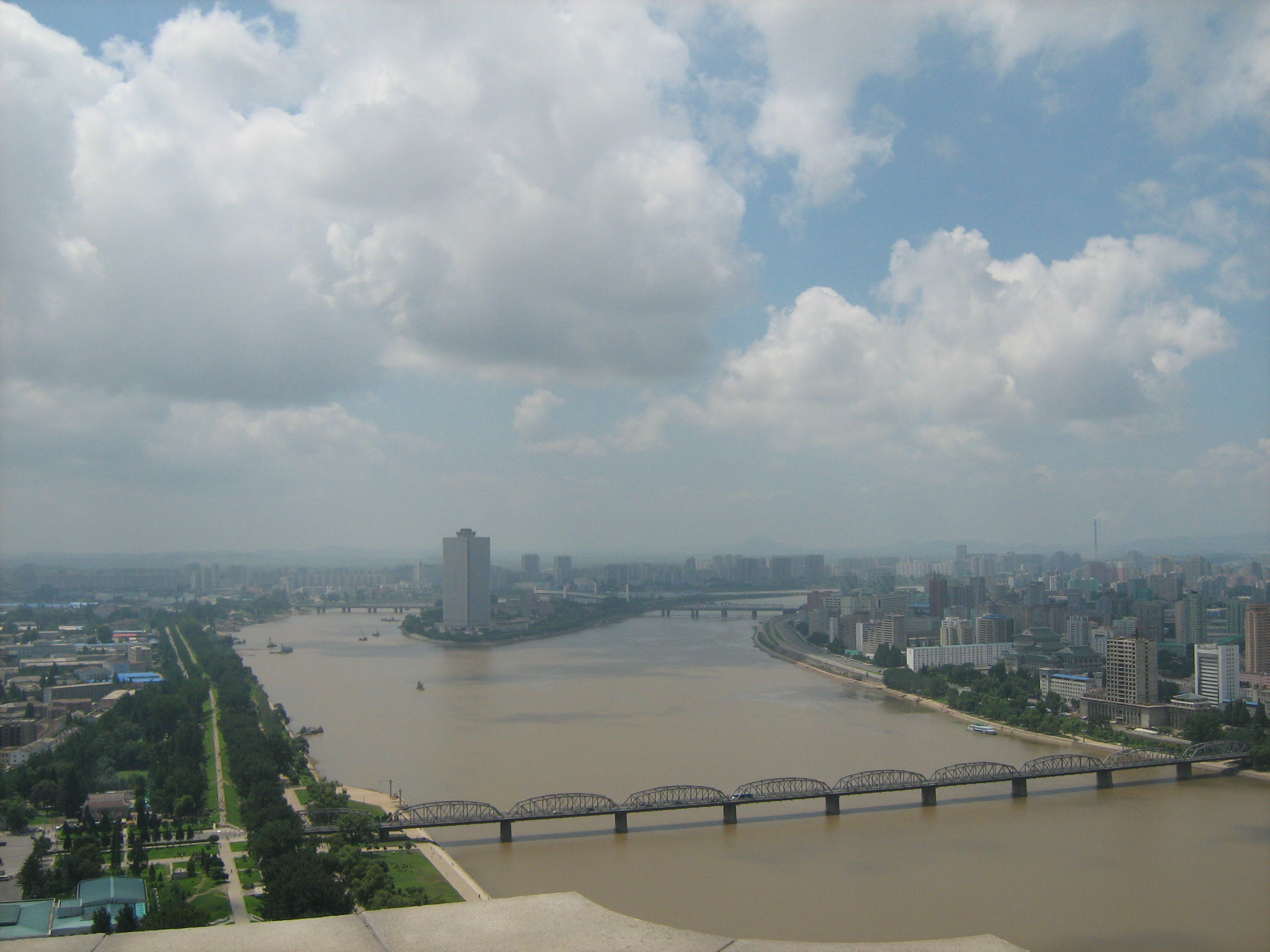
جزیره یانگگاکدو در وسط رودخانه در پیونگ یانگ
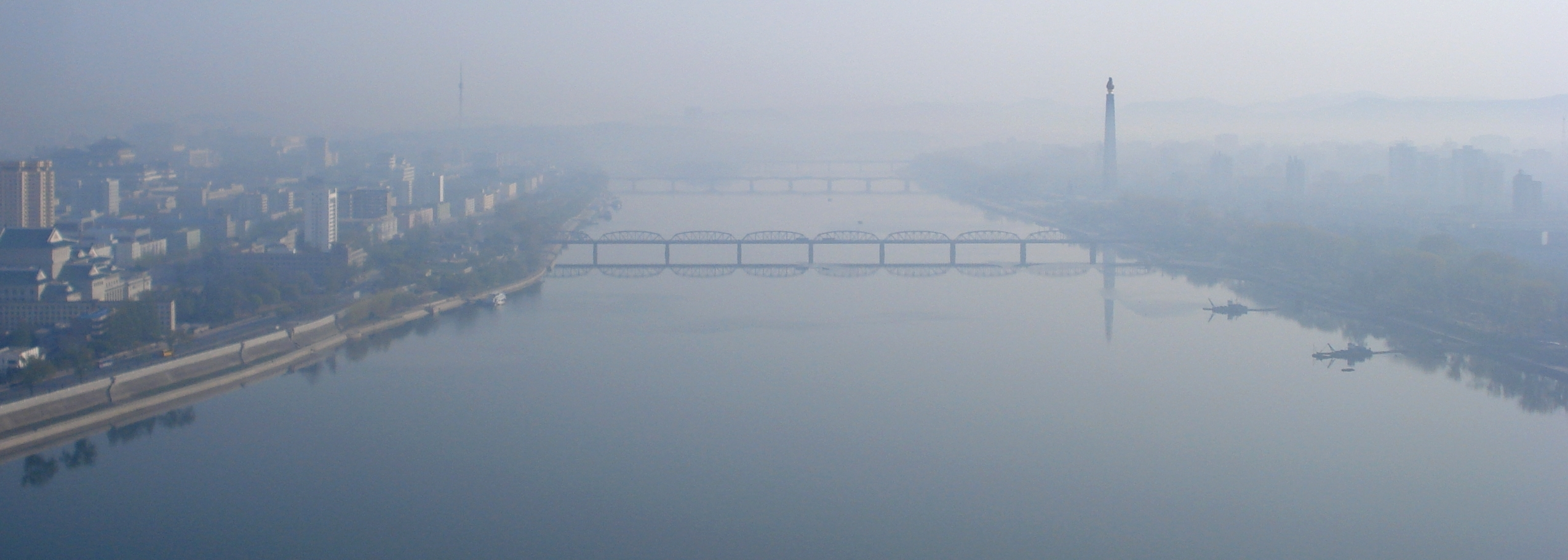
رودخانه تائدونگ در پیونگ یانگ جریان دارد
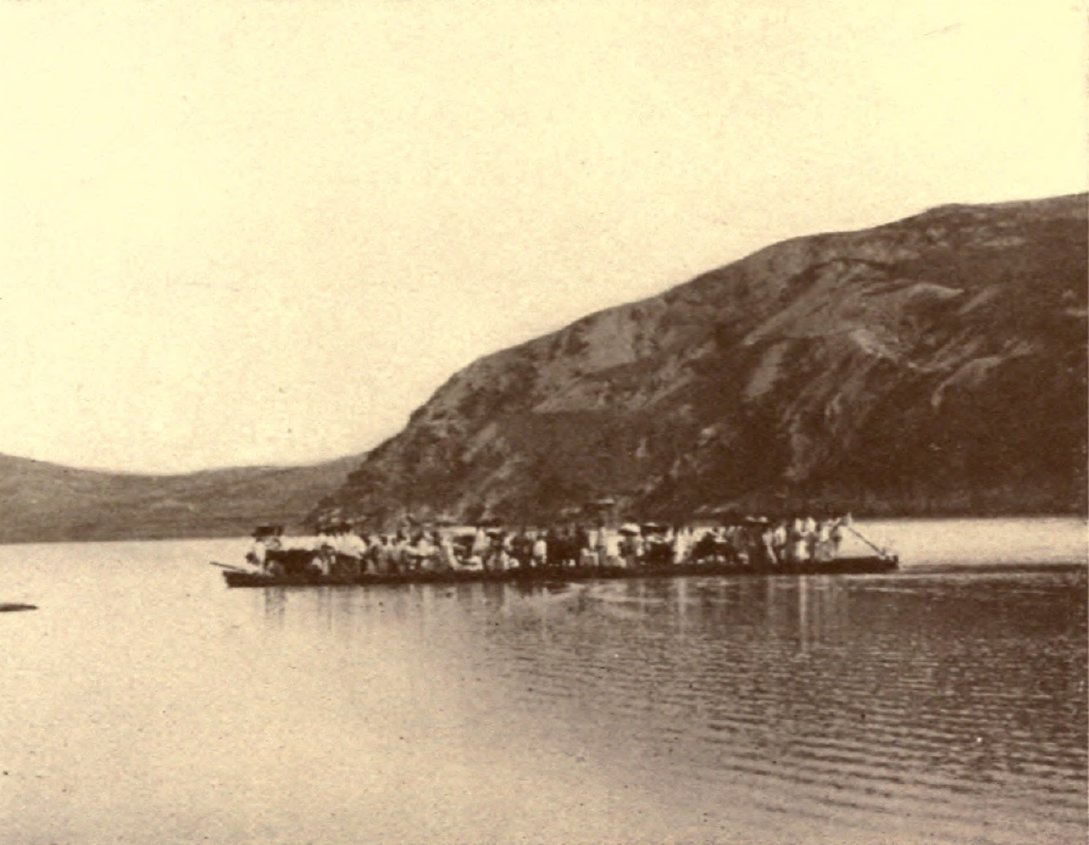
تصویری از رودخانه تائدونگ از سال ۱۸۸۹
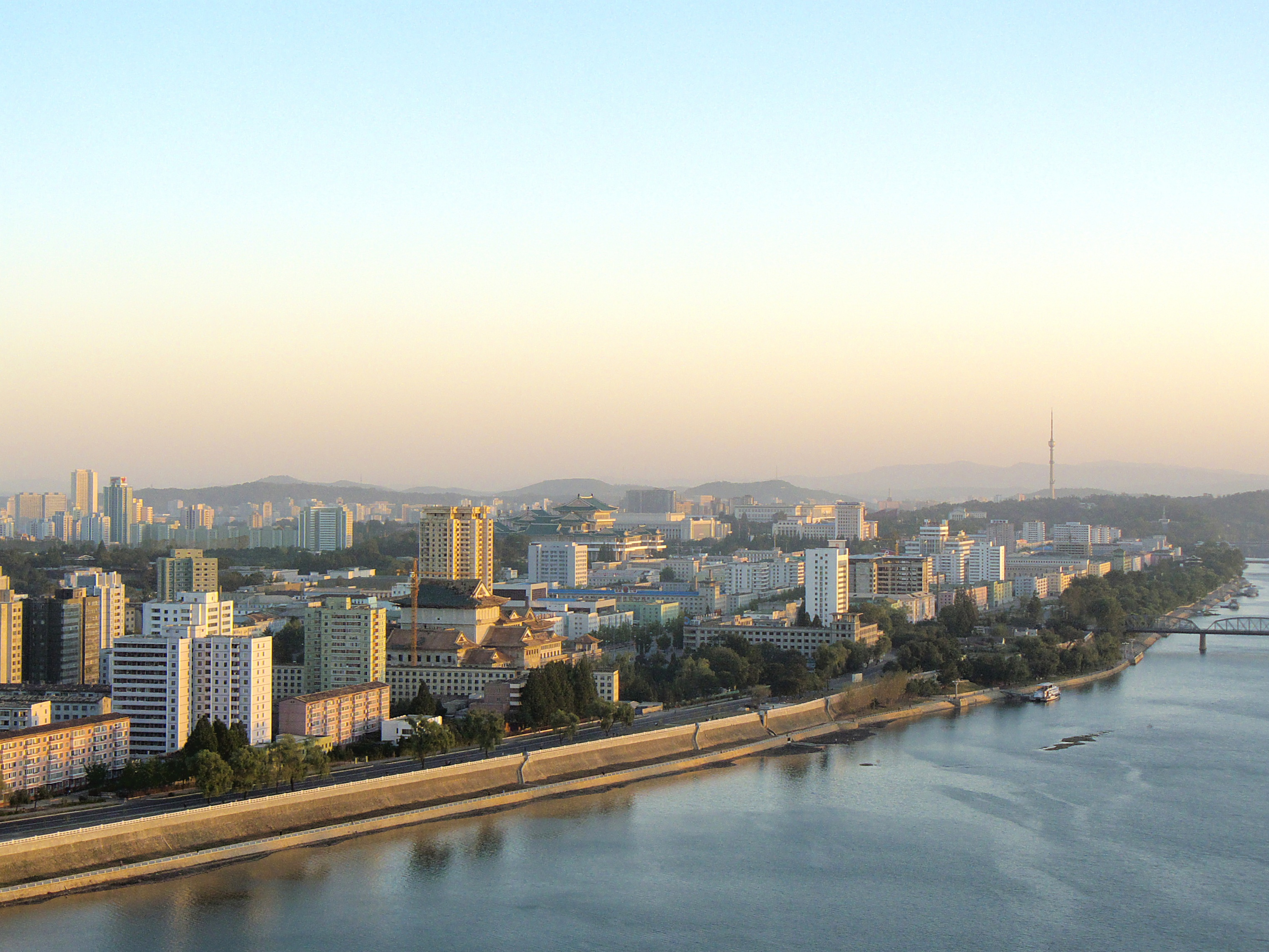
Taedong در پیونگ یانگ
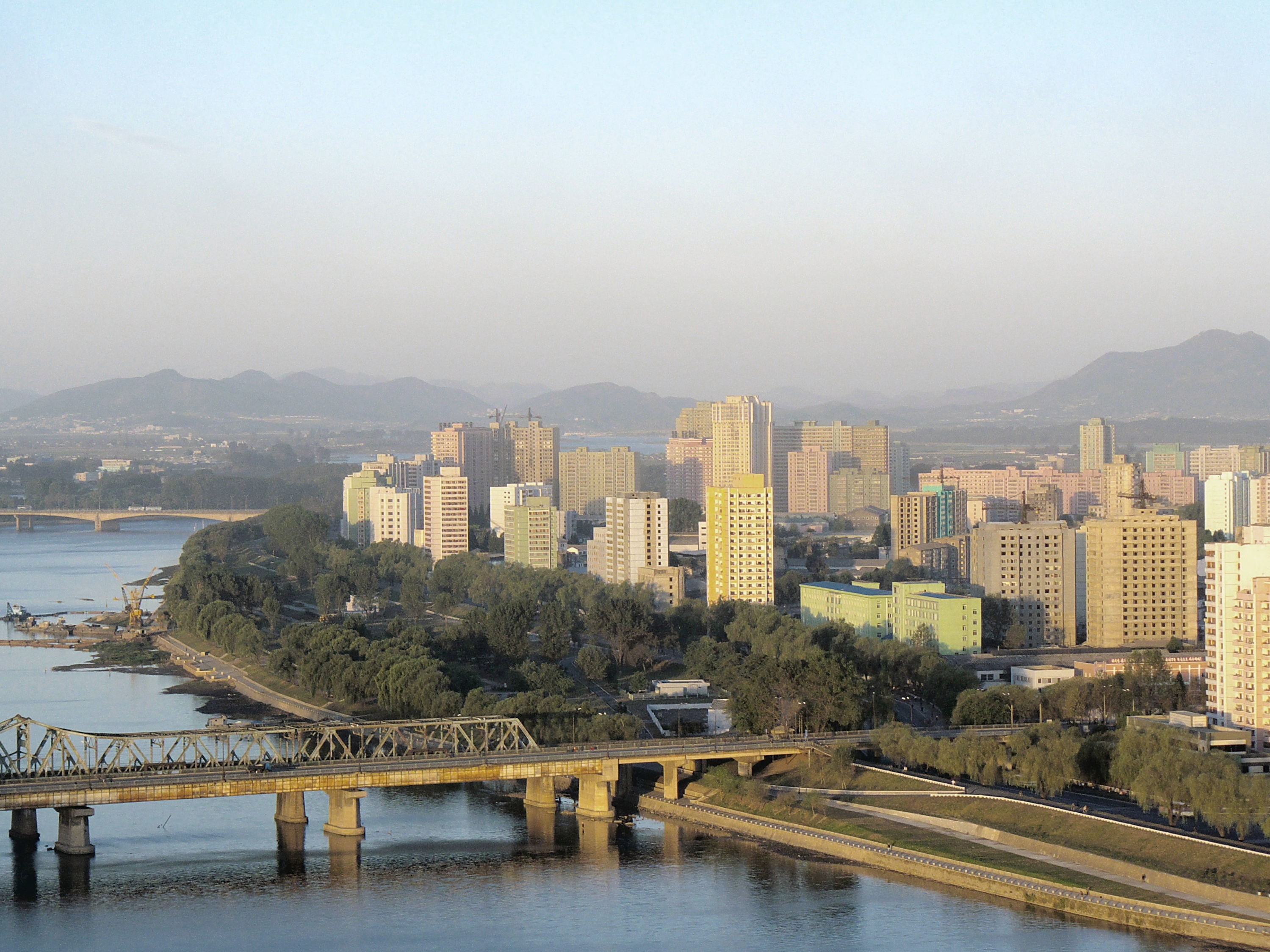
نمای دیگری از رودخانه از طریق پیونگ یانگ
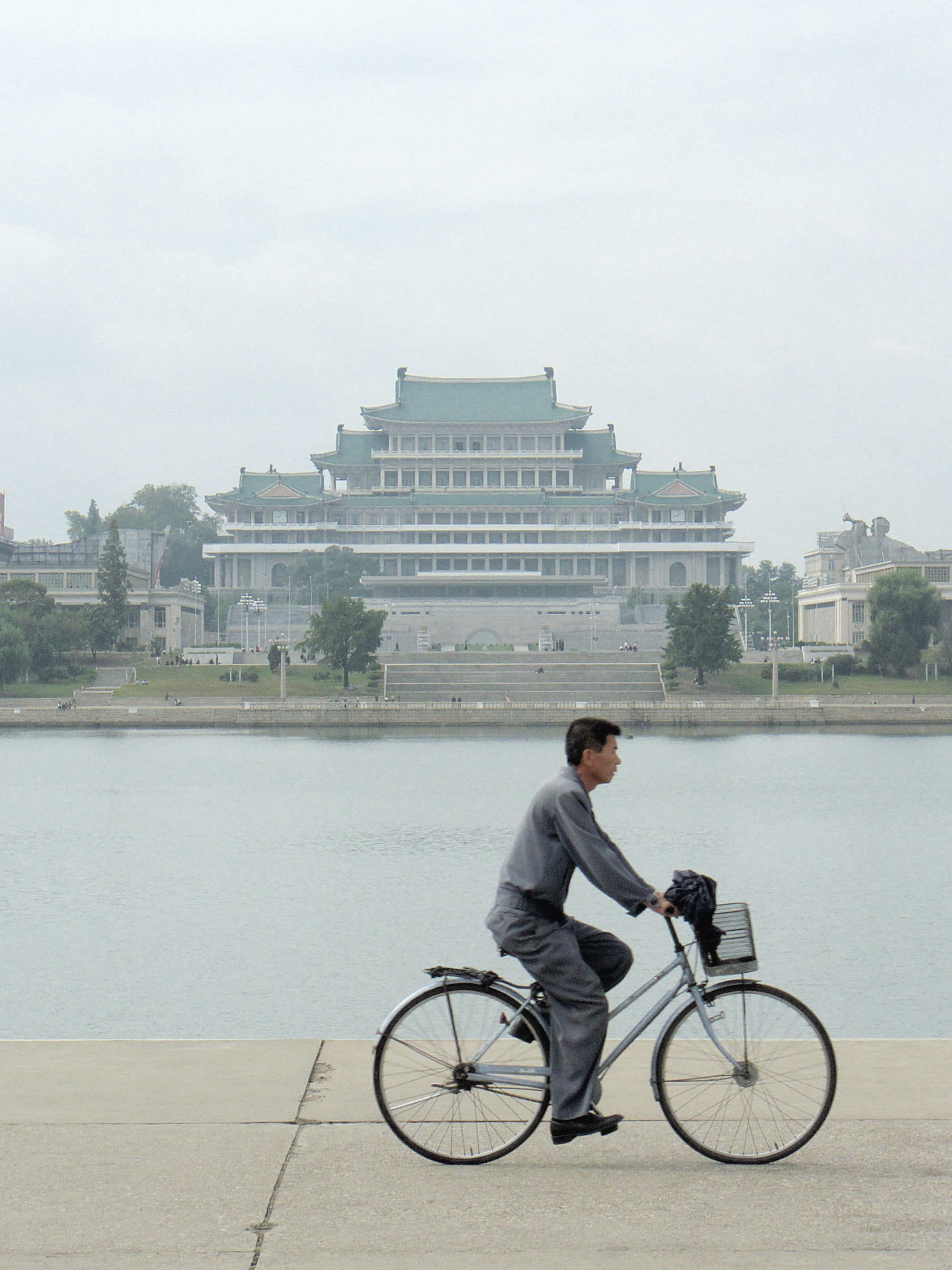
خانه مطالعات بزرگ مردم در ساحل رودخانه.
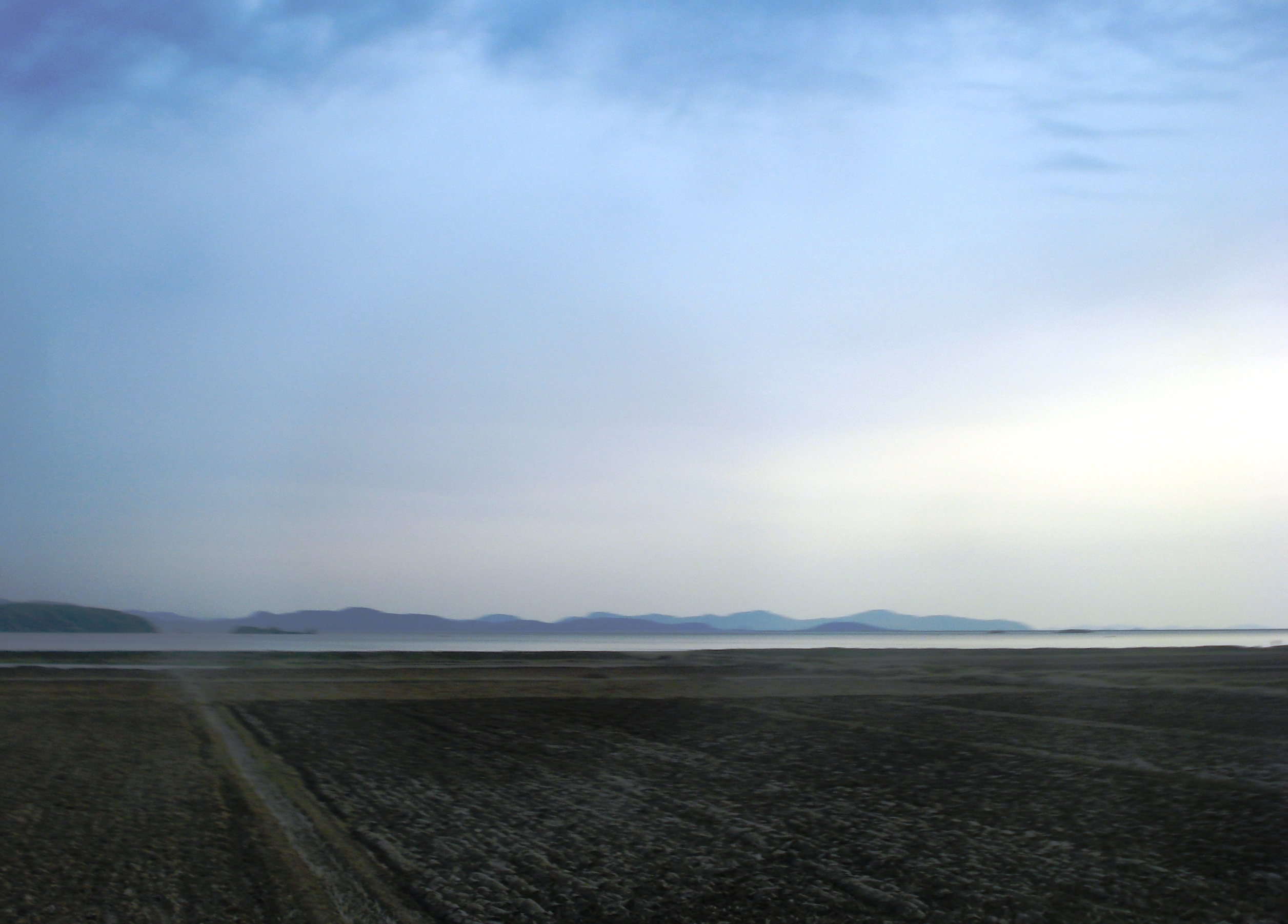
رودخانه تائدونگ در نامپو
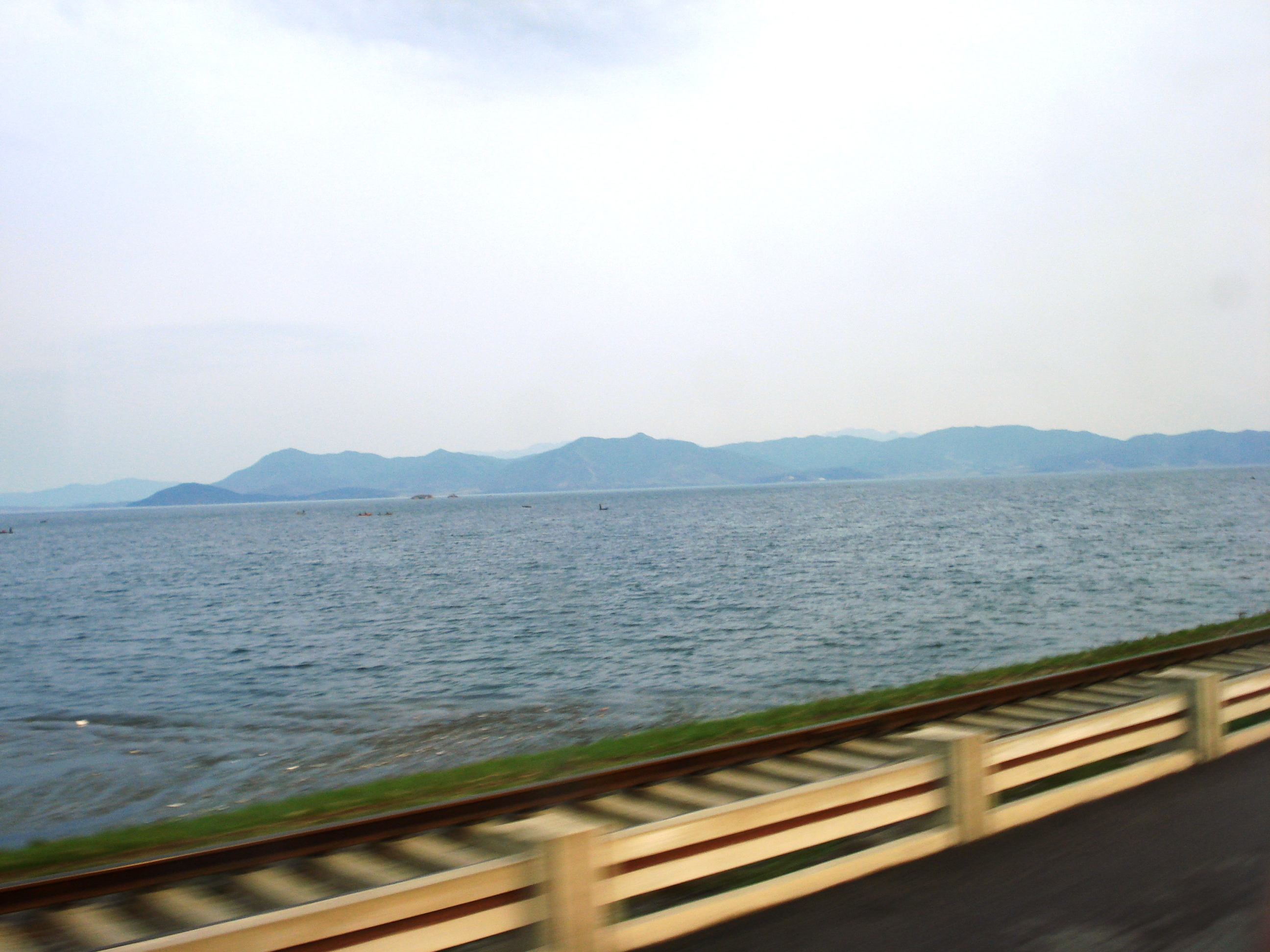
رودخانه در نامپو

## کتابشناسی - فهرست کتاب‌ها
- Baynes, Thomas Spencer, ed. (1878), "Corea" , Encyclopædia Britannica, 9th ed., Vol.  VI, New York: Charles Scribner's Sons Baynes, Thomas Spencer, ed. (1878), "Corea" , Encyclopædia Britannica, 9th ed., Vol.  VI, New York: Charles Scribner's Sons.